# Тројка мачева (тарот карта)
Тројка мачева је трећа карта боје мачева. Одело је присутно у италијанским, шпанским и тарот шпиловама.

## Читање
Ова карта приказује суштински тужно искуство — читаоци тарота сугеришу да то може бити у облику изгубљене везе, случајне смрти или неког другог облика не само депресије или малаксалости, већ и дубоке туге. Када се карта извуче „наопачке” у дељењу, то се обично не чита као „супротно” од туге, већ пре као туга која је ублажена околностима или која није тако лоша колико је могла бити. То је једна од најнегативнијих карата у тарот шпилу.